# Górnik Wieliczka
Klub Sportowy Górnik Wieliczka – polski klub piłkarski z siedzibą w Wieliczce, występujący w klasie okręgowej, gr. Kraków III. Starsi i młodsi juniorzy Górnika Wieliczka od 2005 roku występują w małopolskiej lidze juniorów.
Stadion ma pojemność ok. 1200 miejsc (w tym 1000 siedzących), wymiary boiska do piłki nożnej to 110 m x 65 m.

## Historia klubu
Klub powstał 10 sierpnia 1947 roku pod nazwą Górniczy Związkowy Klub Sportowy „Wieliczka”, a jego pierwszym prezesem był Józef Kaszowski. Po kilku zmianach nazw, obecną przyjęto 17 marca 1957.
Od lat 70. do dzisiaj funkcjonują sekcje: piłki nożnej, koszykówki kobiet i mężczyzn, tenisa ziemnego, stołowego oraz boksu.

## Sukcesy
- III poziom rozgrywkowy (obecnie II liga): 3x 3. miejsce (2000/2001, 2003/2004, 2005/2006)